# Erasmus Montanus
Erasmus Montanus er en komedie i fem akter skrevet i 1723 af den dansk-norske forfatter og komedieskriver Ludvig Holberg. Den blev opført første gang i Danmark enten i 1747 eller i 1751.
Stykket handler om den unge student Rasmus Berg, der er taget til København for at studere. Efter nogle år vender han tilbage til sin fødeegn, hvor han optræder arrogant og bedrevidende. Han har ændret sit navn til det latiniserede navn Erasmus Montanus, og han føler sig for fin til at vedkende sig sin bror, som er bonde. Han er tæt på at miste sin kæreste på grund af sin videnskabelige og filosofiske påståelighed, og han skaber uro og snakken i landsbyen, hvor folk mener, at han spreder kættersk viden ved at påstå, at Jorden er rund og argumentere for, at hans mor er en sten. Til sidst bliver Erasmus dog nødt til offentligt at sige, at Jorden er flad som en pandekage, da det er hans eneste måde at slippe for at blive soldat og få sin elskede Lisbed.
Erasmus Montanus er en populær komedie. Den er blandt andet blevet filmatiseret.
Komedien henter et eksempel i filosofien til at komme med et eksempel på en logisk fejlslutning:
"En sten kan ikke flyve. Morlille kan ikke flyve. Ergo er morlille en sten!". Se også syllogisme.

## Medvirkende
- Erasmus Montanus/Rasmus Berg (hovedperson)
- Jeppe Berg (Montanus' far)
- Nille (Montanus' mor)
- Jacob (Montanus' bror)
- Lisbed (Montanus' forlovede)
- Jeronimus (Lisbeds far)
- Magdelone (Lisbeds mor)
- Per Degn (byens degn)
- Jesper Ridefoged
- En lieutenant
- Niels Corporal

## Genfortolkninger
I 2017 blev Christian Lollikes genfortolkning af Erasmus Montanus opsat på Århus Teater og kørte i perioden 10. februar-11. marts 2017. Lollikes forestilling vandt tre priser ved Årets Reumert-ceremoni: Årets Teaterforestilling 2017, Årets Mandlige Hovedrolle 2017 samt Årets Scenedesign 2017. Berlingske kårede samme år Erasmus Montanus til årets teaterforestilling.